# الاتحاد الأمريكي لموظفي الحكومة
الاتحاد الأمريكي لموظفي الحكومة (AFGE) هو نقابة عمالة أمريكية تمثل أكثر من 750 ألف موظف في الحكومة الفيدرالية، وحوالي 5000 موظف في مقاطعة كولومبيا، وبضع مئات من موظفي القطاع الخاص، معظمهم داخل المرافق الفيدرالية وما حولها. الاتحاد الأمريكي لموظفي الحكومة هو أكبر اتحاد للموظفين الفيدراليين المدنيين غير البريديين وأكبر اتحاد لموظفي مقاطعة كولومبيا الذين يقدمون تقاريرهم مباشرة إلى العمدة (أي خارج المدارس العامة في مقاطعة كولومبيا). وهي تابعة لاتحاد العمل الأمريكي للمنظمات الصناعية (AFL-CIO).

## تاريخ

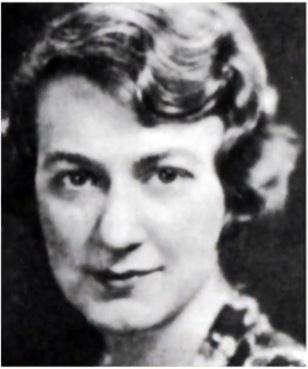
كانت بيرنيس هيفنر أول أمينة وطنية وأمينة صندوق لحركة الاتحاد الأمريكي لموظفي الحكومة.

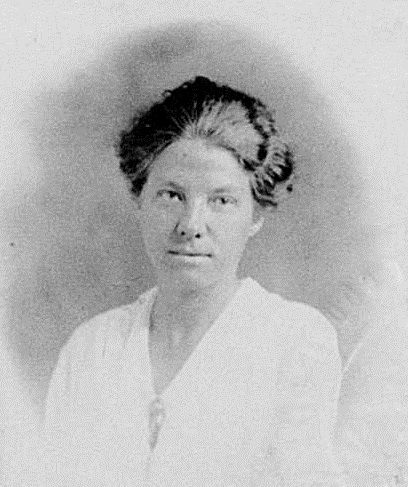
كانت هنريتا أولدينج، التي صورت في عام 1917، نائبة رئيس المنطقة الثانية في وقت مبكر. كانت ناشطة في مجال حقوق العمال وحقوق المرأة ضمن الحركة.

تأسست نقابة موظفي الحكومة الفيدرالية الأمريكية (AFGE) في 17 أكتوبر 1932، من قبل النقابات المحلية الموالية للاتحاد الأمريكي للعمل (AFL) وتركت الاتحاد الوطني للموظفين الفيدراليين (NFFE) عندما أصبح هذا الاتحاد مستقلاً عن AFL (أصبحت NFFE في عام 1998 جزءًا من IAMAW، وهي تابعة لـ AFL-CIO).
الاتحاد الوطني لنقابات العمال في أفريقيا هو اتحاد للنقابات المحلية، حيث يحافظ كل اتحاد محلي على استقلاليته من خلال العمل بموجب دساتير محلية تتوافق مع الدستور الوطني للاتحاد الوطني لنقابات العمال في أفريقيا الذي صدق عليه أثناء تأسيسه في عام 1932.
أسس حق الموظفين الفيدراليين في التنظيم والتفاوض على عقود عمل ملزمة بموجب قانون إصلاح الخدمة المدنية لعام 1978، والذي ساعدت الاتحاد الأمريكي لموظفي الحكومة في صياغته، والذي ينص على أن المفاوضات الجماعية في القطاع الفيدرالي هي في المصلحة العامة بينما تحظر أيضًا الحق في الإضراب.
لقد لعبت الاتحاد الأمريكي لموظفي الحكومة دورًا حاسمًا  في النضال من أجل حقوق المرأة والحقوق المدنية في القطاع الفيدرالي، وكانت واحدة من النقابات الأولى التي أنشأت إدارة المرأة وإدارة الممارسات العادلة، مع الضابط على تلك الإدارات يحمل مقعدا في اللجنة التنفيذية الوطنية (NEC) ومع منسقي المرأة والممارسات العادلة المنتخبين في كل منطقة الاتحاد الأمريكي لموظفي الحكومة منذ أوائل السبعينيات.
أوقفت الدعاوى القضائية التي أقامتها الاتحاد الأمريكي لموظفي الحكومة في ديسمبر 2009 جوانب من "نظام موظفي الأمن القومي" (لوزارة الدفاع) وMAXHR (لوزارة الأمن الداخلي)، كما فازت الاتحاد الأمريكي لموظفي الحكومة أيضًا بتغييرات في القانون تجعل عملية التعاقد الخارجي أكثر توازناً.  فيما يتعلق بمصالح الموظفين الفيدراليين. في عام 2010، أصدرت إدارة أوباما أمراً تنفيذياً للحكومة الفيدرالية للتركيز على الاستعانة بالمصادر الداخلية للوظائف الفيدرالية بدلاً من الاستعانة بمصادر خارجية في الخارج أو للمقاولين.
أسس الاتحاد الأمريكي لموظفي الحكومة تحت شعار "أن نفعل للجميع ما لا يستطيع أحد أن يفعله بنفسه".
كان الشعار الأصلي لاتحاد عمال أميركا عبارة عن درع به نجوم وخطوط وكلمات "العدالة والأخوة والتقدم" والشعار الحالي هو ثلاثة عمال يدعمون كرة أرضية بها خريطة الولايات المتحدة وكلمات "فخورون بجعل أميركا تعمل".
وفي يونيو/حزيران 2011، فازت الاتحاد الأمريكي لموظفي الحكومة أيضًا بأكبر انتخابات تاريخية لوحدة التفاوض الموحدة على مستوى البلاد والتي شارك فيها أكثر من 44 ألف موظف في إدارة أمن النقل، وهي جزء من وزارة الأمن الداخلي. تسعى نقابة موظفي الحكومة الفيدرالية (AFGE) إلى تغيير القانون مما يمنحها نفس حقوق التفاوض الجماعي مثل موظفي الحكومة الفيدرالية الآخرين.
في أغسطس 2015، قررت الاتحاد الأمريكي لموظفي الحكومة في مؤتمرها الوطني أن الألوان الرسمية لها هي الأزرق والذهبي. سوف تلتقي جميع الشعارات المستقبلية على هذا النحو.

## منظمة
يتولى قيادة الاتحاد الأمريكي للعمالة النسائية مجلس تنفيذي وطني يتألف من الرئيس الوطني إيفرت كيلي، والأمين الوطني للصندوق، ونائب الرئيس الوطني لشؤون المرأة والممارسات العادلة، الذي يتم انتخابه في مؤتمر وطني يعقد كل ثلاث سنوات، و12 نائب رئيس وطني يشرفون على المناطق الجغرافية ويتم انتخابهم في مؤتمرات المناطق.

### الرؤساء
1932: ديفيد جلاس
1932: جون آرثر شو 
1933: كلود بابكوك 
1936: تشارلز إيروين ستينجل 
1939: سيسيل إي. كاستر 
1939: جيمس ب. بيرنز 
1948: جيمس جي يادن 
1950: هنري سي. إيلر 
1951: جيمس أ. كامبل 
1962: جون جرينر 
1972: كلايد م. ويبر
1976: كين بلايلوك
1988: جون ستورديفانت
1997: بوبي هارناج
2003: جون جيج
2012: جيفري ديفيد كوكس
2020: إيفرت كيلي

### السكرتيرون-أمناء الصندوق
1935: بيرنيس هيفنر
1953: هنريتا إي أولدينغ
1956: إستر ف. جونسون
1970: دوغلاس هـ. كيرشو
1974: نيكولاس نولان
1986: ألين هـ. كابلان
1991: بوبي هارناج
1997: ريتا ماسون
2000: جيم ديفيس
2006: جيفري ديفيد كوكس
2012: يوجين هدسون
2018: إيفرت كيلي
2020: إريك بون

### آخر
تخضع العلاقات العمالية في القطاع الفيدرالي لسلطة العلاقات العمالية الفيدرالية، وهي وكالة فيدرالية مستقلة، وتلجأ نقابات القطاع الفيدرالي إلى التحكيم الملزم وإلى لجنة الطرق المسدودة في الخدمات الفيدرالية لحل الطرق المسدودة التي قد تؤدي إلى الإضراب في القطاع الخاص.

### "مجالس محلية مرقمة"

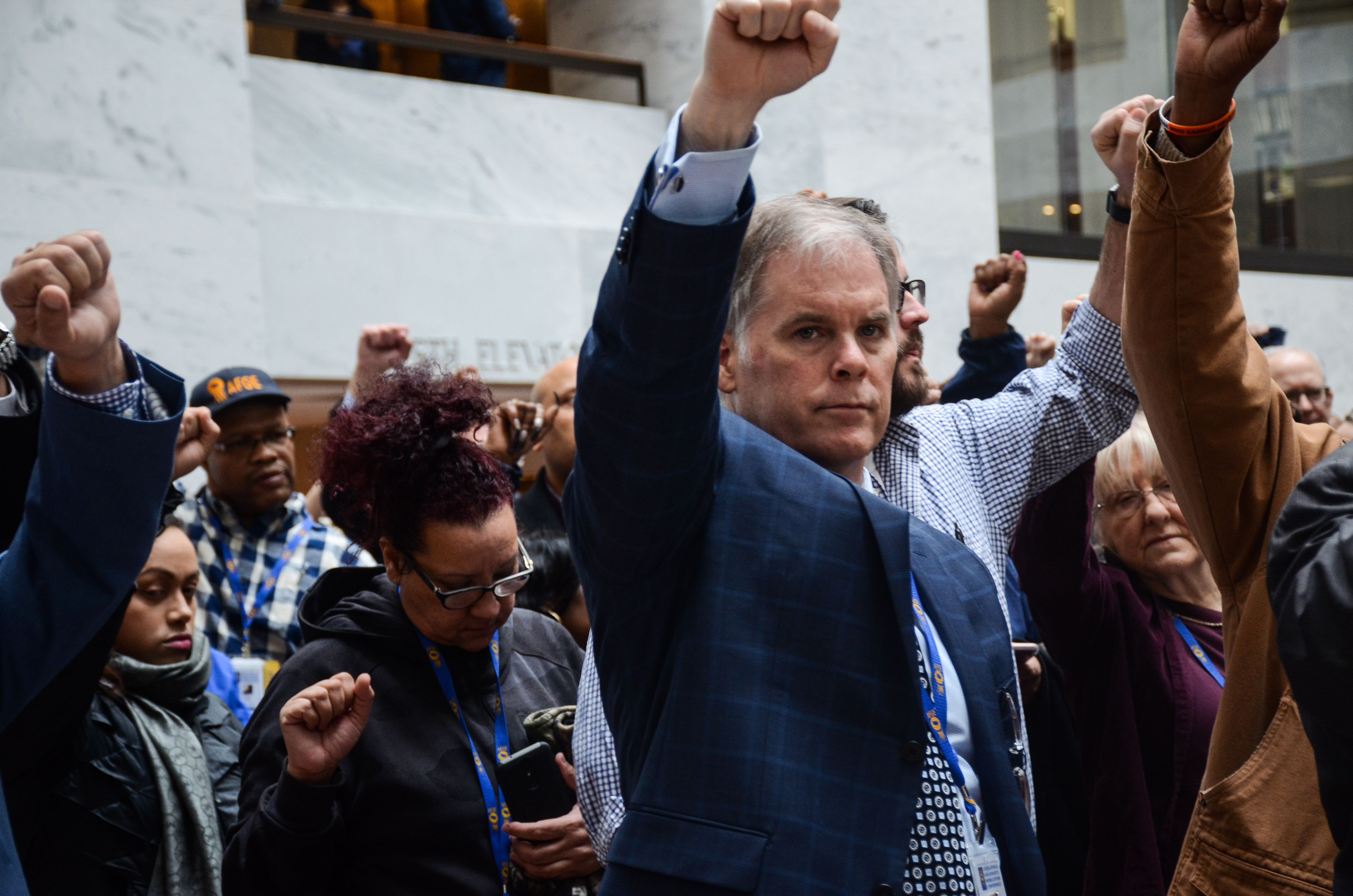
أعضاء اتحاد الموظفين الحكوميين الأميركيين يقيمون احتجاجا صامتا للمطالبة بأن يتجنب الكونجرس إغلاقا حكوميا آخر، 2019.

بالنسبة لاتحادات العمال الفيدرالية، يتم تفويض مسؤوليات التفاوض الجماعي إلى "مجالس محلية" مرقمة في الوكالات الرئيسية، بما في ذلك ما يلي:
- الاتحاد الأمريكي لموظفي الحكومة ديفكون[3]
- لجنة توجيه رجال الإطفاء الفيدرالية الاتحاد الأمريكي لموظفي الحكومة[4]
- مجلس إنفاذ القانون الفيدرالي الاتحاد الأمريكي لموظفي الحكومة[5]
- مجلس خدمات الحماية الفيدرالية
- مجلس خدمة تفتيش سلامة الأغذية (USDA).
- مجلس دوريات الحدود الوطنية[6]

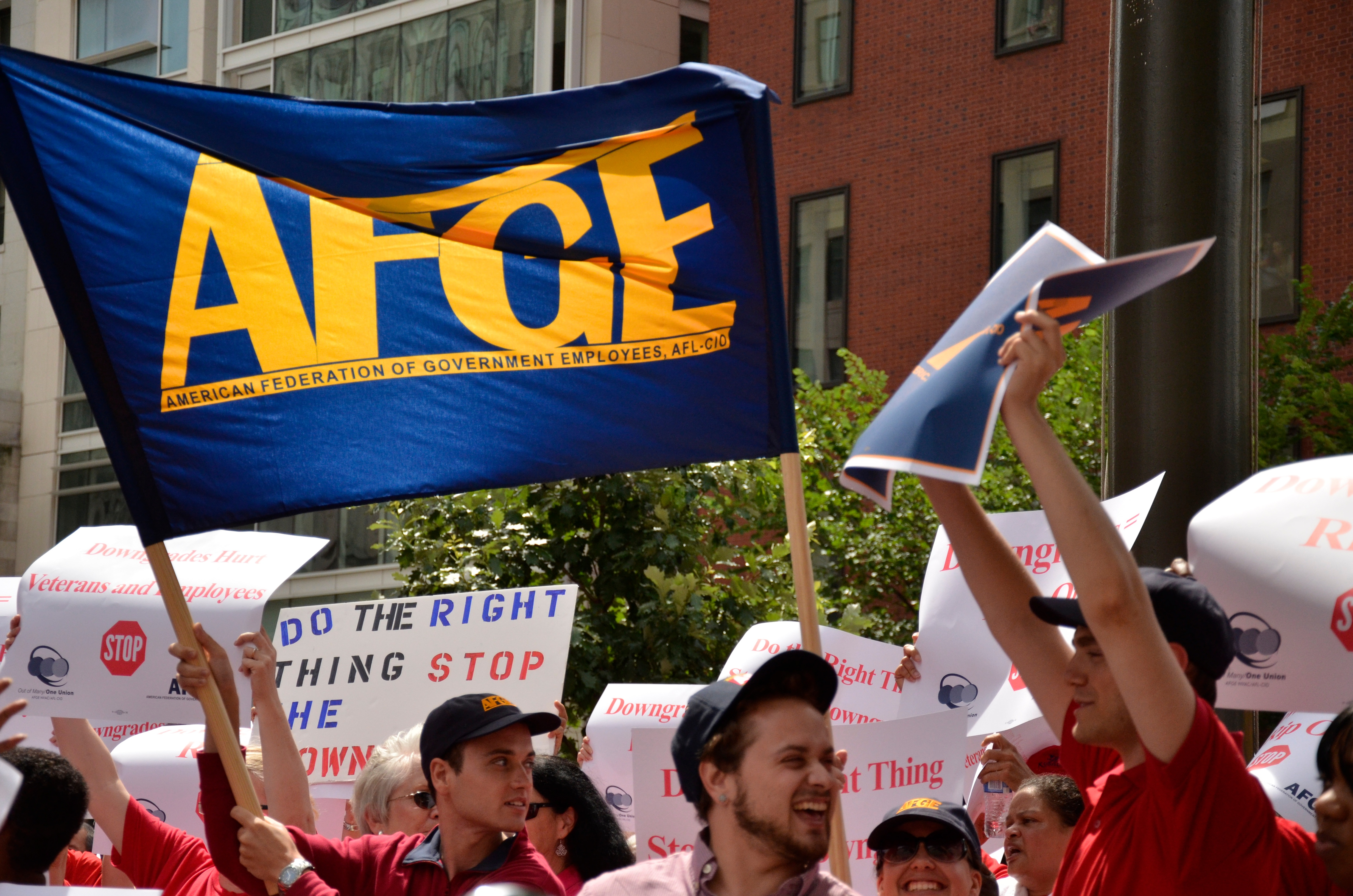
مظاهرة اتحاد المحاربين القدامى ضد تخفيضات ميزانية إدارة شؤون المحاربين القدامى، 2012.

- المجلس الوطني للسجون المحلية (ج-33)[7]
- المجلس الوطني المشترك للسكان المحليين للتفتيش الغذائي (ج-45)[8]
- إدارة المخضرم المجلس. الملقب. المجلس الوطني للسكان المحليين (ج-53)[9] مجلس شؤون المحاربين القدامى هو الأكبر ويمثل حاليا أكثر من ثلث أعضاء الاتحاد. ألما ل. لي هو الرئيس الحالي لمجلس فرجينيا.
- المجلس 73[10]
- إدارة أمن النقل الملقب. المجلس 100[11]
- الجليد المجلس. الملقب. مجلس الاتحاد الأفريقي 118 (الجليد)[12]
- رابطة الدول المستقلة مجلس (119)[13]
- خفر السواحل المجلس. (120)[14]
- المجلس 162
- وكالة إدارة عقود الدفاع (ج-170)[15]
- دفاس مجلس السكان المحليين (ج-171)[16]
- مجلس الاتحاد الأفريقي 172[17]
- المجلس 200[18]
- مجلس الغرب الأوسط للسكان المحليين لفحص الأغذية (ج-202)[19]
- قيادة عتاد القوات الجوية الملقب. القوات الجوية عتاد قيادة السكان المحليين (ج-214)[20]
- المجلس الوطني للسكان المحليين للجنة تكافؤ فرص العمل 216[21]
- المجلس الوطني للعمليات الميدانية لمنطقة جنوب أفريقيا (ج-220)[22]
  - المجلس الوطني للعمليات الميدانية لقوات الأمن الخاصة (منطقة أتلانتا) (ج-220)[23]
- مجلس هود. الملقب. المجلس الوطني للسكان المحليين هود (ج-222)[24]
- المجلس 224[25]
- المجلس 235
- السكان المحليين وكالة حماية البيئة (ج-238)[26]
- المجلس 252[27]
- مجلس إدارة المحفوظات والسجلات الوطنية (نارا) السكان المحليون (ج-260)[28]

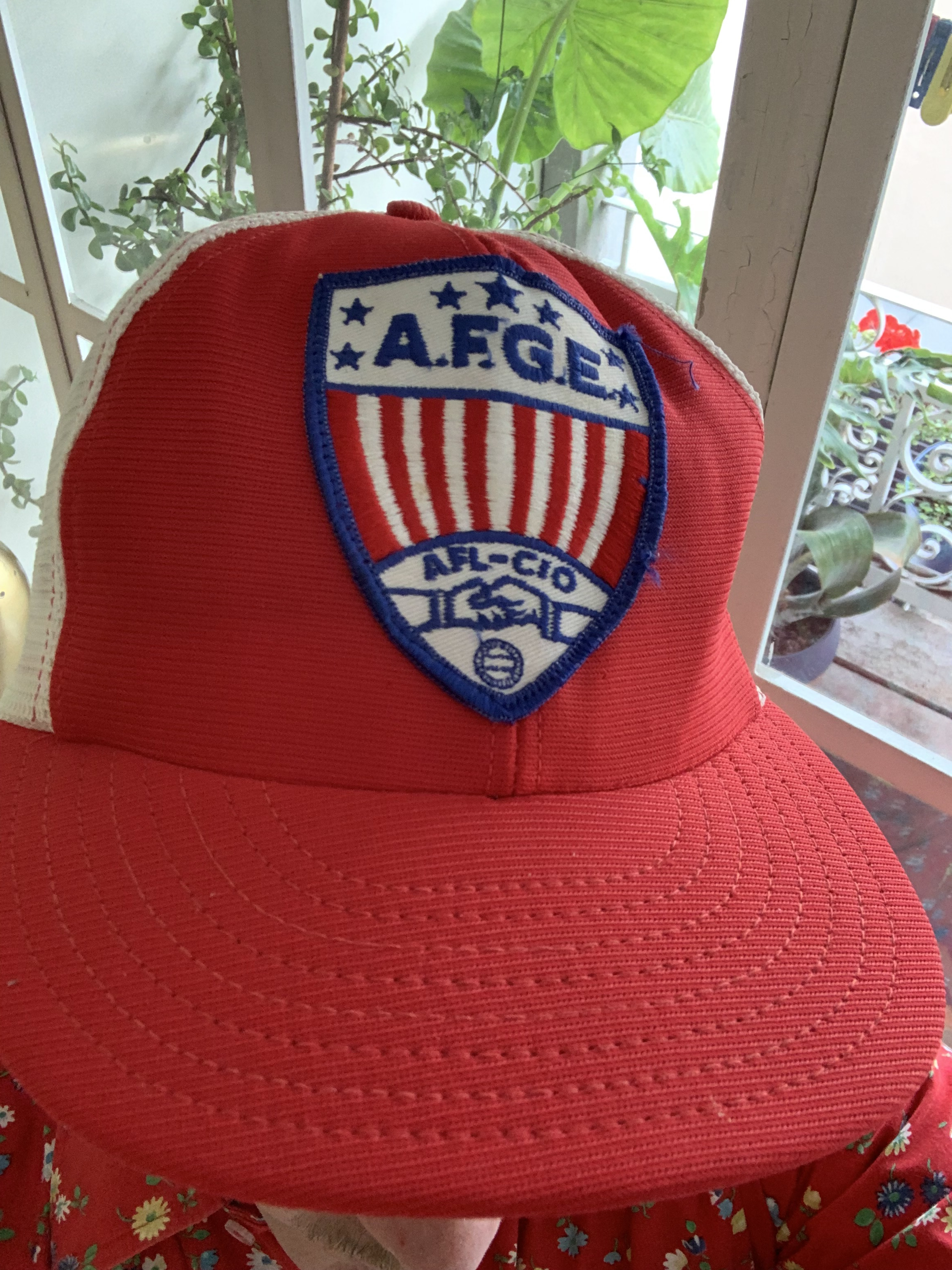
قبعة بيسبول تابعة لاتحاد موظفي الحكومة الأمريكية من ثمانينيات القرن العشرين.

- معهد سميثسونيان، محلي 2463.[29]

## عضوية
إن عضوية النقابات في القطاع الفيدرالي طوعية بالكامل، حيث لا يسمح القانون بالعمل في " المتجر المغلق"، ويُمنع الموظفون الفيدراليون من الترشح لمناصب سياسية حزبية، ولا يجوز إنفاق أموال الاشتراكات على الحملات السياسية الحزبية.

## روابط خارجية
- الاتحاد الأمريكي لموظفي الحكومة
- مجلس الاتحاد الأمريكي لموظفي الحكومة الوطني لشؤون المحاربين القدامى